# Antiatlas
Antiatlas (arabsky الأطلس الصغير‎) je pohoří v Maroku, nejjižnější ze třech velkých pohoří Atlasu na severozápadě Afriky. Tradičně je domovem Berberů.

## Poloha
Antiatlas se táhne od pobřeží Atlantského oceánu na jihozápadě Maroka směrem na severovýchod k městu Warzazátu (Ouarzazate, Uarzazat) a pak dále na východ k oázám Táfíláltu (Siyilmasa). Nejvyšší hora je s velkou pravděpodobností Adrar Sirwa (Jebel Sirwa) s výškou 3 304 metrů, další vrchol je Džebel Aklim s nadmořskou výškou 2 531 metrů.
Antiatlas je dlouhý přibližně pět set kilometrů a k  sousedícímu Vysokému Atlasu na severu je nejúžeji připojen pohořím Džebel Sírwá u Warzazátu, kde je hlavní hřeben Antiatlasu také přerušen údolím řeky Dra, která od něj odděluje východní část zvanou Džebel Saghro. Na jihovýchodním okraji sousedí Antiatlas se Saharou.
Z geologického hlediska je Antiatlas součástí Africké desky.

## Paleontologie
Tento masiv se stal mezinárodně proslulým paleontologickým místem po objevu kostí zcela neznámého dinosaura Atlasasaura, který osídlil Maroko před 180 miliony let. 